# Königsfasan
Der Königsfasan (Syrmaticus reevesii) ist eine Vogelart aus der Familie der Fasanenartigen. Sie fällt vor allem durch den ungewöhnlich langen Schwanz auf, der beim Männchen zwischen 1 und 1,40 Meter lang sein kann.
Der Königsfasan ist in Teilen des mittleren und östlichen Chinas beheimatet, wo er bewaldetes Bergland bewohnt. Er ist dort aufgrund seines beschränkten Verbreitungsgebiets und der zunehmenden Zerstörung seiner Lebensräume bedroht und wird von der IUCN als „gefährdet“ (vulnerable) eingestuft.
Da die Art klimatisch wenig anfällig ist, wird sie häufig in Menschenobhut gehalten. Einbürgerungsversuche in Europa und den USA schlugen meist auf Dauer fehl, es gibt derzeit aber beispielsweise auf Hawaii, in Frankreich und in Tschechien freilebende Populationen.
Das Artepitheton ehrt den englischen Naturforscher John Reeves, der 1831 den ersten lebenden Hahn dieser Art nach Europa brachte.

## Beschreibung

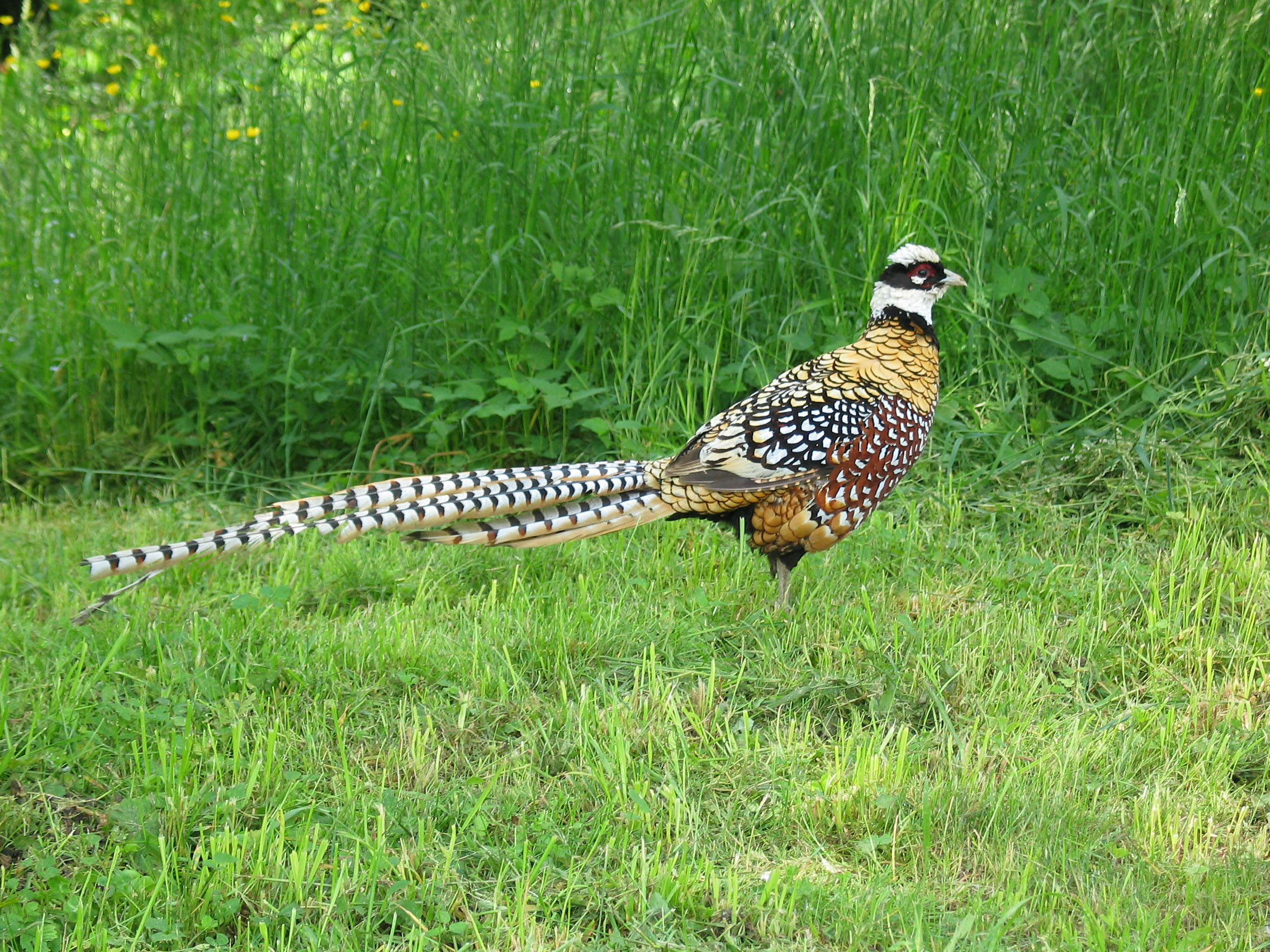
Hahn des Königsfasans

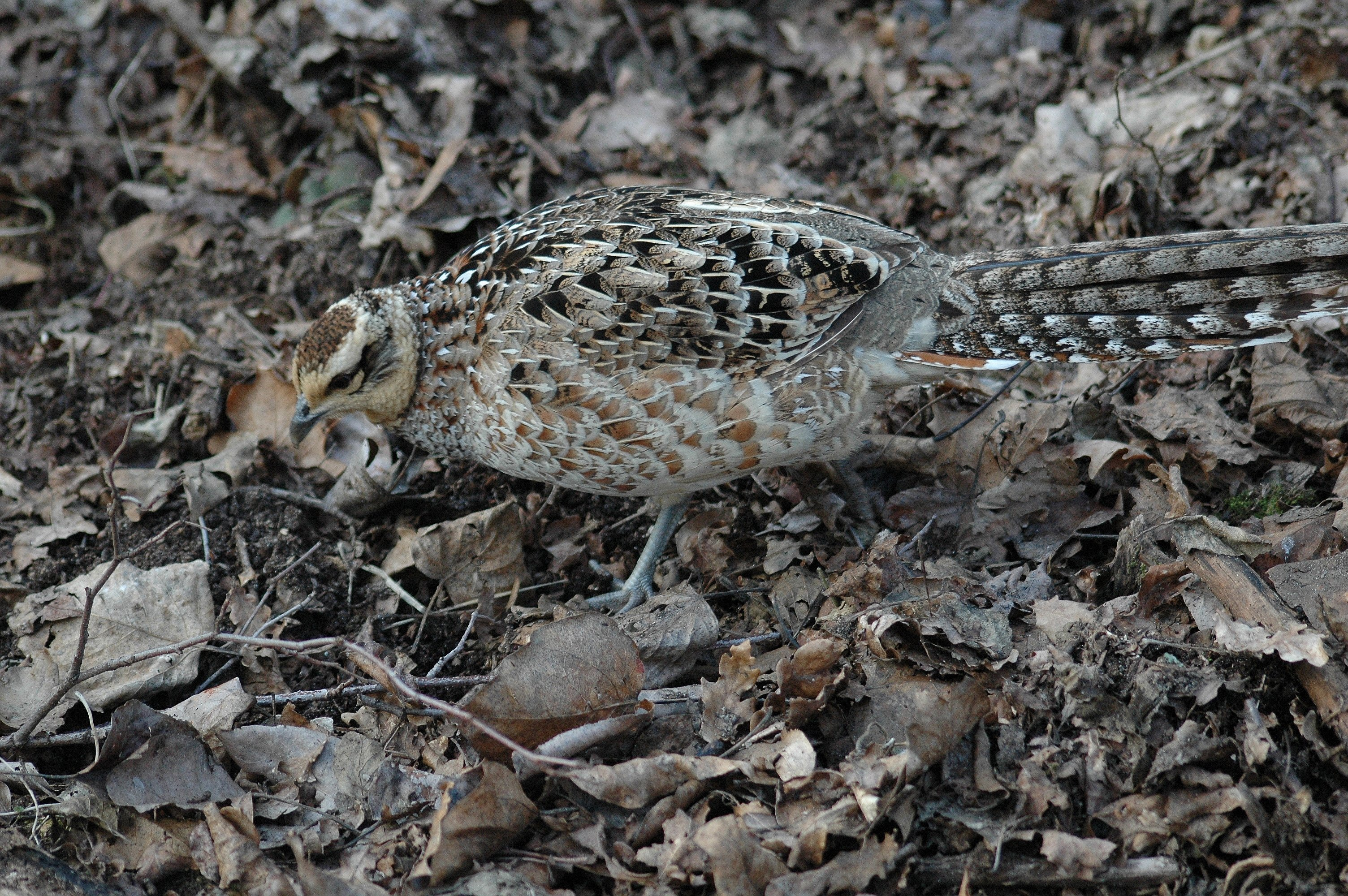
Henne des Königsfasans

Wegen der außergewöhnlichen Länge des Schwanzes von 100–140 cm kann das Männchen eine Gesamtlänge von bis zu 210 cm erreichen. Die Flügellänge liegt zwischen 262 und 272 mm und das Gewicht bei etwa 1500 g. Das Weibchen ist mit 75 cm Länge, von denen etwa 36–45 cm auf den Schwanz entfallen, kleiner und mit etwa 950 g leichter. Die Flügellänge liegt zwischen 235 und 250 mm.
Die Geschlechter unterscheiden sich zudem deutlich in der Gefiederfärbung. Beim Männchen ist der Kopf unverkennbar schwarz-weiß gezeichnet mit einer schwarzen Gesichtsmaske, die bis in den oberen Nacken verläuft. Scheitel, Kinn, Kehle und Nackenmitte sind weiß. Die untere, weiße Gesichtshälfte wird zum Hals hin durch eine schwarze Binde begrenzt. Ein weiß befiedertes Feld findet sich zudem unter dem Auge, das über dem oberen Rand oder nur dahinter von einer schmalen, unbefiederten und erdbeerroten Partie gesäumt ist. Unterer Nacken, Rücken, Bürzel, Schultern und Brustseiten sind intensiv und golden zimtbraun, die gerundeten Federn sind schwarz gesäumt, was ein schuppenförmiges Muster erzeugt und wobei die Säume zur Rückenmitte hin breiter werden. Zudem sind diese Federn an der Basis schwarz. Die Flügeldecken wirken schwarzweiß geschuppt, die weißen Federn tragen breite, schwarze Säume und eine schwarze Basis. Dieses Muster setzt sich auf der vorderen Brust und den oberen Flanken fort, hier zeigen die Federn aber kastanienbraune Säume oder eine kastanienbraune Subterminalbinde mit schwarzem Endsaum. Zu den hinteren Flanken hin werden die Federn zunehmend im Zentrum schwarz weiß gebändert, zum Saum hin ausgedehnt gelbbraun und tragen rotbraune Spitzen oder Endsäume. Bauchmitte, Beine und Unterschwanzdecken sind schwarz. Die Handschwingen sind dunkelbraun mit rotbrauner Querfleckung und rahmfarbenen Flecken auf der Außenfahne. Die Armschwingen zeigen weiße Querbinden auf schwarzbraunem Grund sowie einen gelbbraunen Saum auf der Innenfahne, der zu den Schirmfedern hin heller wird. Die extrem verlängerten Steuerfedern sind weißgrau mit hell gelbbraunem Saum und einer Querbänderung, die in der Federmitte schwarz, zum Saum hin schmaler und kastanienbraun wird. Die kurzen, äußeren Schwanzfedern sind zimtbraun mit schwarzer Spitze und ebensolcher Fleckung auf der Innenfahne. Die Füße sind hornfarben, der Schnabel grünlich grauweiß, die Iris rot.
Das Weibchen ist unscheinbarer gefärbt. Die zimtfarbene Kopfzeichnung erinnert ein wenig an Rebhuhn oder Wachtel. Sie umfasst Stirn, Überaugenstreif, Zügel, einen Bereich unter dem Auge, Kinn, Kehle und oberen Nacken. Der Scheitel ist schwarzbraun mit rötlichen Säumen wie auch ein Feld im Nacken; Ohrdecken und ein schmal sichelförmiger Streifen unter dem Auge sind schwarz. Die Brust ist mit rotbraunen Federn bedeckt, die hell bräunlichgraue Schaftstreifen tragen, die sich zu einer ausgedehnten Endbinde verbreitern. Die Bauchmitte ist beige und die gleiche Färbung an den Flanken mit breit rotbraunen Federn durchmischt. Die Federn des unteren Nackens sind bis auf den oberen Rücken dunkel rotbraun mit schwarzem Ende und tragen weiße, pfeilförmige Schaftflecken. Rücken und Bürzel zeigen graubraun gewellte Federn mit rostgelblichen Säumen und schwarzen Schaftflecken. Schultergefieder, Armdecken und -schwingen tragen schwarze Flecken und lange, schmale, rostgelbliche Schaftflecken. Die Oberflügeldecken zeigen dabei ein mehr rötliches Braun, weniger Schwarz und gelblichbraune Endsäume. Die Handschwingen sind auf dunkelbraunem Grund auf den Außenfahnen rötlich gelbbraun und auf den Innenfahnen rotbraun gebändert. Die inneren Steuerfedern sind fahl graubraun mit einer feinen Zeichnung die zum Schaft hin schwärzlich wird und helle Querbinden zeigt. Die äußeren sind rotbraun mit einer dunkelbraun-weißen Bänderung der Innenfahnen und weißen Spitzen.
Das Jugendkleid ähnelt dem des Weibchens, ihm fehlt aber das Rotbraun des Nackens und zudem sind Kehle, Kopfseiten und Unterseite weiß, die Schwingen beigegelb gefleckt. Im ersten Herbst mausern die Jungvögel ins Alterskleid.

## Verbreitung und Bestand

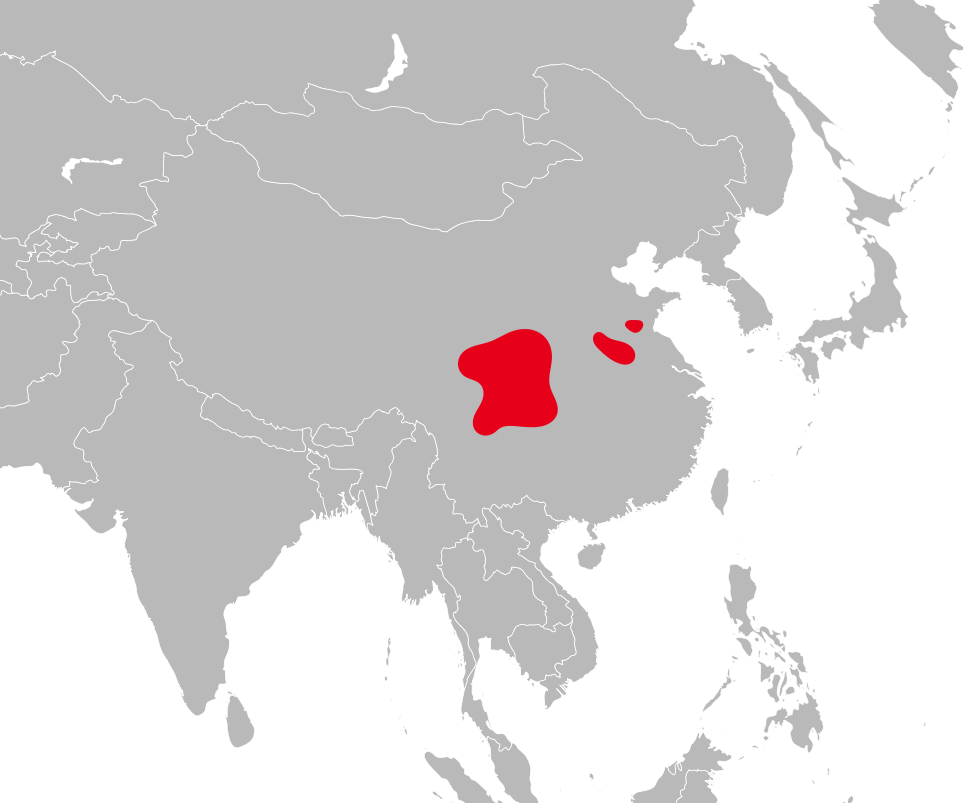
Heutige Verbreitung des Königsfasans in China

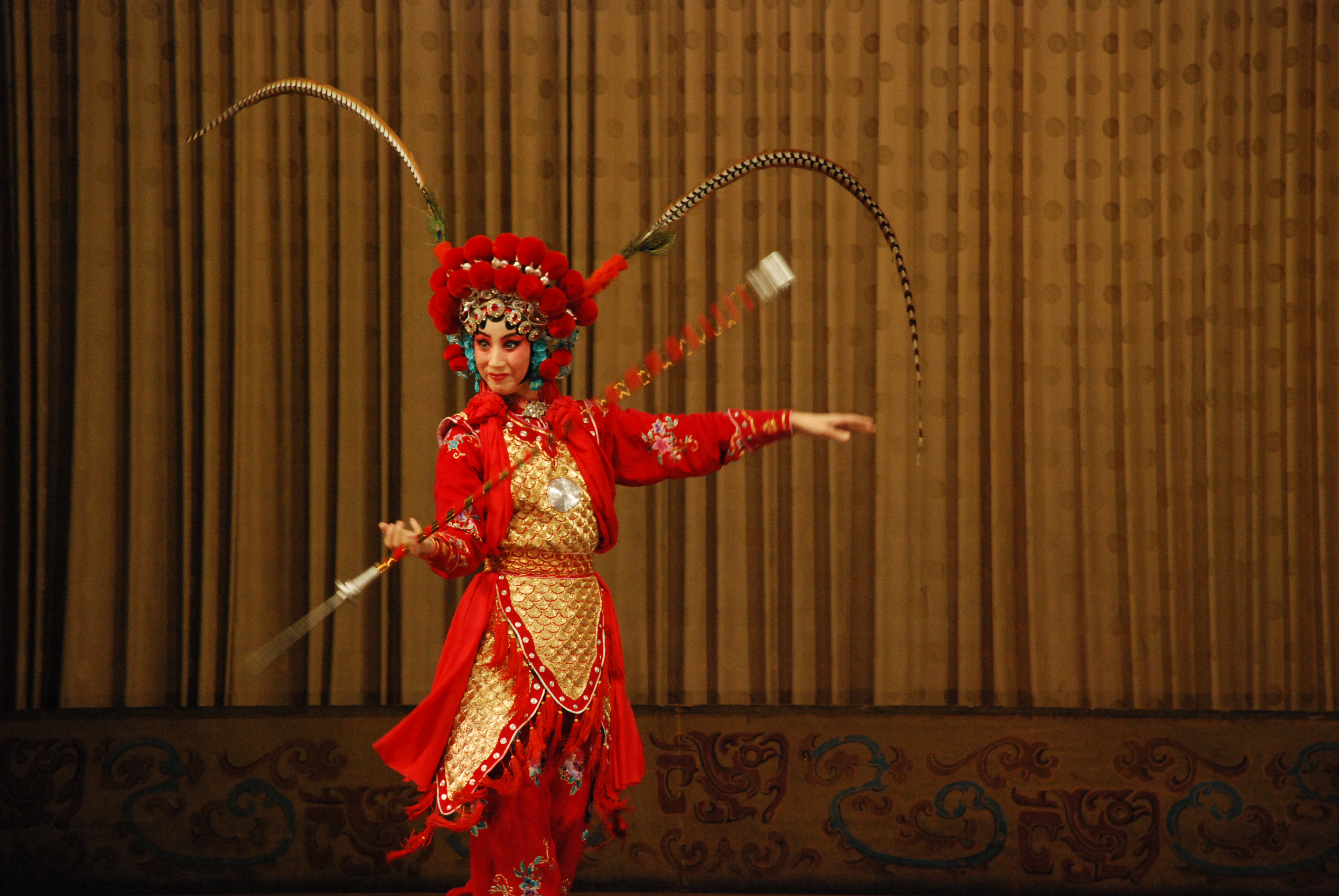
Kostüm der Pekingoper mit Schwanzfedern des Königsfasans. Die Bejagung der Art, um an die Federn zu gelangen, war früher ein bedeutender Gefährdungsfaktor. Heute werden zunehmend künstliche Federn genutzt.

Der Königsfasan ist in Teilen des zentralen und nordöstlichen Chinas endemisch. Das Verbreitungsgebiet der monotypischen Art ist heute sehr zergliedert. Es umfasst einen großen Teil des zentralen und östlichen Sichuans, reicht nördlich in den äußersten Süden von Gansu und in das südwestliche Shaanxi, ostwärts ins westliche Hubei, den äußersten Westen Hunans sowie südwärts in die Nordhälfte Guizhous und den Nordosten Yunnans. Ein weiteres Vorkommen reicht vom zentralen und östlichen Henan ins nordwestliche und zentrale Anhui. Lokale Vorkommen gibt es zudem offenbar noch in Shanxi, Hebei und möglicherweise in Jiangsu. Das Areal hat sich gegenüber der ursprünglichen Ausbreitung, die sich vom Südwesten der Mandschurei bei etwa 40°N südwärts bis etwa 30°N bis zum Jangtse in Sichuan erstreckte, vermutlich halbiert.
Während die Art früher als häufig beschrieben wurde, ist sie nun nur noch zerstreut zu finden. Hauptsächlich aufgrund umfangreicher Abholzungen ist sie stark im Rückgang begriffen, das Verbreitungsgebiet sehr zergliedert. Die Population wird zurzeit auf 2.500 bis maximal 10.000 Individuen geschätzt. Weitere Gefährdungsursachen sind illegale Jagd und das Sammeln von Eiern. Früher wurde die Art zudem bejagt, um die prächtigen Federn für die Kostüme der Pekingoper zu nutzen. Durch zunehmende Nutzung von künstlichen Federn ist diese Bedrohung vermutlich nur noch gering.
Seit der zweiten Hälfte des 19. Jahrhunderts wurden vor allem für Jäger und Sportschützen verschiedene Einbürgerungsversuche der Art in Europa und den USA unternommen. Größere freilebende Populationen bestehen derzeit auf Hawaii, in Frankreich und in Tschechien. Vorkommen in Großbritannien sind vermutlich erloschen. Obwohl die Art unempfindlich gegen kühles Klima und schlechtes Wetter ist und auch freilebend brütet, können sich die meisten Populationen auf Dauer nicht halten, wenn sie nicht durch das Aussetzen von weiteren Tieren am Leben erhalten werden. Am besten hält sich die Art in Nord- und Zentralfrankreich, wo sie in verschiedenen größeren Waldgebieten mindestens über zehn Jahre sich selbst erhaltende Populationen ausgebildet hat. Ende der neunziger Jahre wurde der Bestand dort auf 1000 bis 1500 Brutpaare geschätzt. In Tschechien befinden sich die größten Vorkommen in Nord- und Mittelmähren, wo auch große Fasanerien liegen, aus denen die dortige Population, die Ende der 1990er Jahre etwa 200–400 Vögel umfasste, vermutlich durch Aussetzungen oder Gefangenschaftsflüchtlinge stark unterstützt wird. Weitere, kleine Vorkommen sind aus Ungarn, Österreich und Deutschland bekannt.

## Lebensraum
Der Königsfasan brütet in Bergwäldern im Übergang der gemäßigten und der subtropischen Zone und kommt vor allem in Höhen zwischen 550 und 1800 m vor. Seltener findet man ihn auch in Tälern oder Schluchten niedrigerer Lagen. Er bevorzugt Laubwälder mit viel Eichenbestand, die ein dichtes Kronendach und wenig Unterwuchs aufweisen. Aber auch Nadelwälder und Buschland werden angenommen. Am Rand zur Kulturlandschaft nutzt die Art auch Äcker zur Nahrungssuche.

## Lebensweise

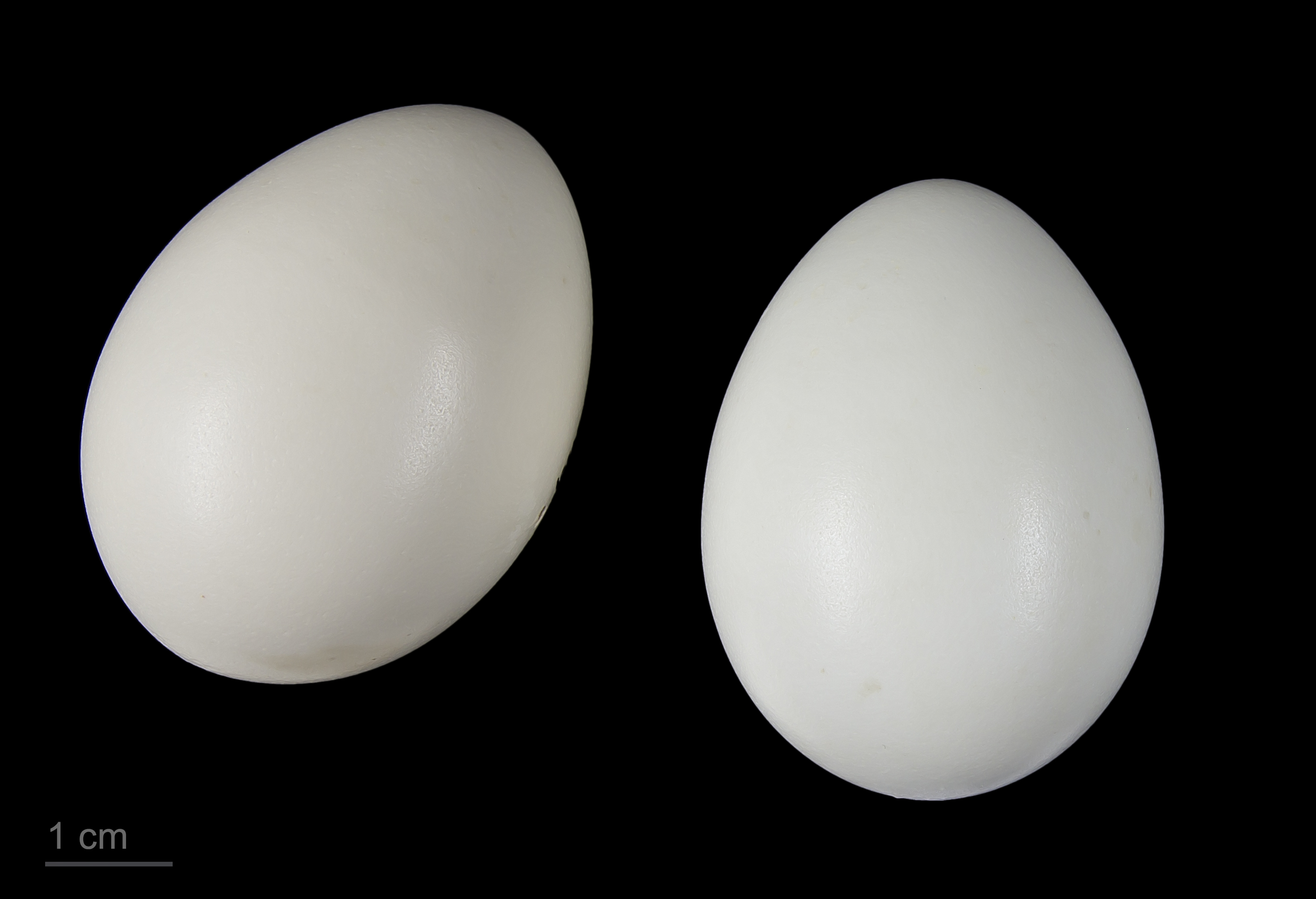
Syrmaticus reevesii

Die Hähne des polygynen Königsfasans besetzen ab dem Frühjahr ein Revier mit meist ein bis zwei Hennen. Zur Balz gehören ein charakteristisches, weithin hörbares Flügelschwirren sowie eine Rufreihe aus 6–20 Pfiffen mit einem melodischen Triller am Ende. Das Männchen umbalzt dann ein Weibchen in enger werdenden Kreisen, stellt sich seitlich auf, sträubt in Schräglage mit offenen Flügeln und zum Weibchen gerichtetem Schwanz das Gefieder und hüpft auf das Weibchen zu. Kurz vor demselben wird der Kopf auf den Rücken gebogen und der Schwanz aufgerichtet.
Das Gelege besteht aus 7–15 gelblichen bis beigen Eiern, die etwa 46 × 37 mm groß sind und 24 bis 25 Tage lang bebrütet werden.
Im Herbst finden sich für den Winter kleinere Gesellschaften zusammen, die sich im Frühjahr wieder auflösen. Die Nahrung besteht im Herbst und Winter unter anderem aus Eicheln, Hagebutten und Früchten von Zwergmispeln.